# Karlštejn (Žďárské vrchy)
Karlštejn je název výškového bodu 784,4 m n. m. a nejvyšší vrchol geomorfologického okrsku Borovský les, součást Žďárských vrchů v severozápadní oblasti Hornosvratecké vrchoviny, v rámci administrativně správním na katastrálním území Svratouch v okrese Chrudim, náležejícím do Pardubického kraje v České republice.
Vrch (kopec), v podobě mohutného horninového masivu s plochým vrcholem, tvoří hornina biotit muskovitická ortorula, západně od vrcholu s ostrůvkem dvojslídného migmatitu až ortoruly, v soustavě Český masiv - krystalinikum a prevariské paleozoikum, pod vrcholovou částí na jihovýchodě s deluviálním nezpevněným kamenitým až hlinito-kamenitým sedimentem v prameništi Mlýnského / Cikáneckého potoka (významná geologická lokalita), na severu se sedimenty v prameništi zdrojnic potoka Brodek, hornin Českého masivu (pokryvné útvary a postvariské magmatity).
Vrcholovou částí prochází orografická rozvodnice dílčího povodí řeky Svratky a potoka Brodek, náležejících do povodí evropské řeky Dunaj. V rozsahu celé plochy je kopec zvláště chráněným územím, součástí Chráněné krajinné oblasti Žďárské vrchy a se shodným názvem a územním vymezením také chráněné oblasti přirozené akumulace vod na severovýchodě Českomoravské vrchoviny.
Česká státní trigonometrická síť uvádí zaměřený trigonometrický bod s názvem Karlštejn a geodetickým označníkem s nivelací 783,4 m n. m. (č. 57 triangulačního listu 2420), žulový terénní patník se nachází několik desítek metrů severně od nejvyššího bodu (vrcholu) terénu v zalesněné části sídelní lokality Karlštejn v obci Svratouch.

## Geografie

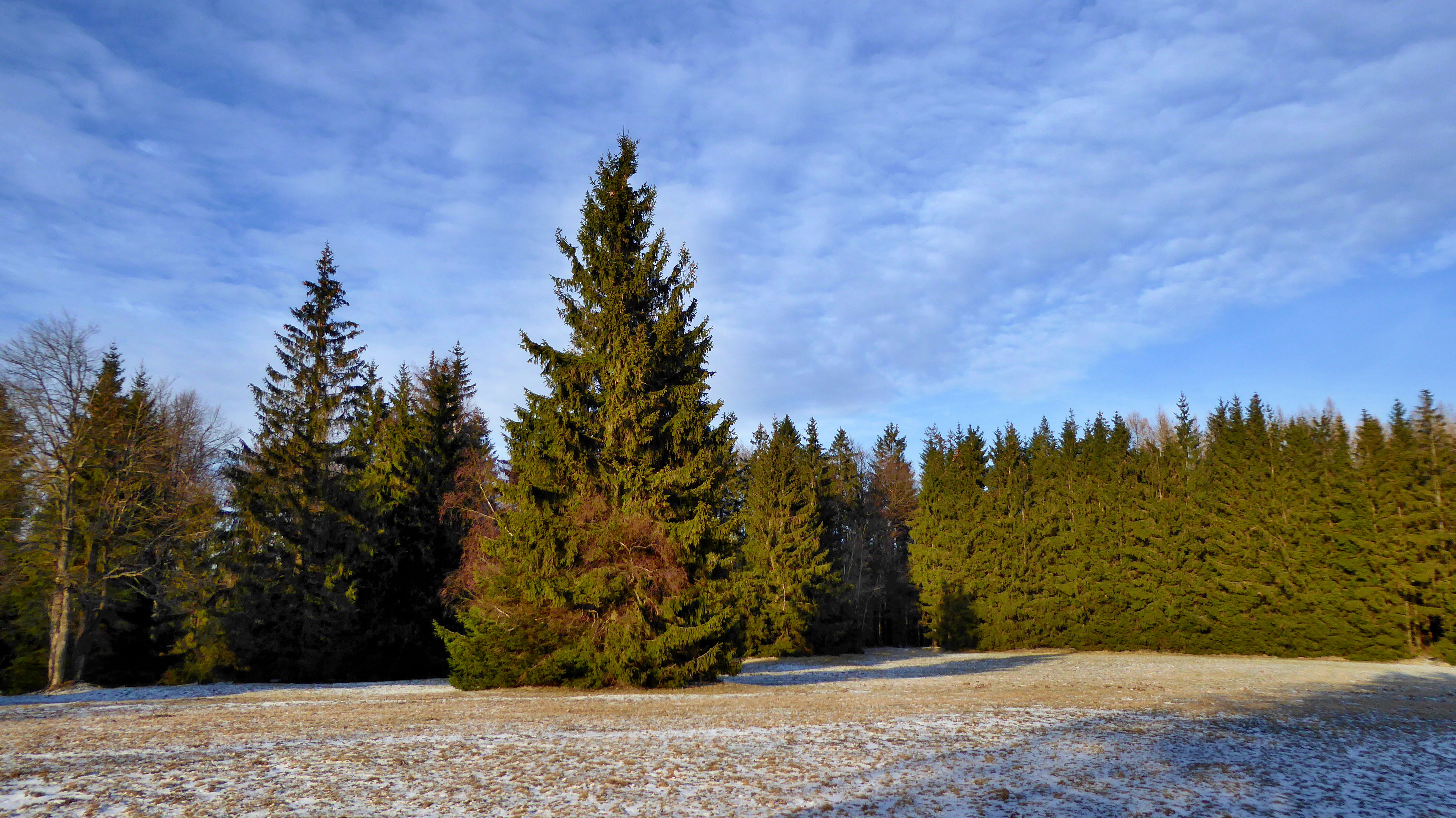
Plochá vrcholová část s loukami a lesní lokalitou, výškový bod a vrchol terénu v lesním porostu (na fotografii vpravo)

Vrchol kopce se nachází nad roztroušenou zástavbou (chalupy, lovecký zámek, usedlosti, chaty) sídelní lokality Karlštejn (první zmínka v roce 1789, část obce Svratouch), je situován přibližně ve vzdálenosti 2,4 km na východo-jihovýchod (111°) od věže evangelického kostela ve Svratouchu a 3,9 km (azimut 120°) od vrcholu U oběšeného (738 m n. m.).
Ve vzdálenosti asi 200 m od vrcholu na jihovýchod je svahem kopce vedena hranice katastrálních území obcí Svratouch a Pustá Rybná v Pardubickém kraji a města Svratky v Kraji Vysočina. Rozhraní zmíněných krajů pokračuje úbočím kopce (jih – západ).
Na ploché vrcholové části původně kaple sv. Jiljí (patrona lesů aj.), vysvěcená v roce 1708, později zabudována do stavby loveckého zámku v pozdně barokním stylu v letech 1770–1775, náležel rodu Kinských (Filip Kinský) až do roku 1823, byl součástí rychmburského panství. V roce 1784 na zámku správa tzv. železných hutí sloužících ke zpracování železné rudy dobývané v okolí (Svratouch, Čachnov – lokalita Ruda, zhruba severně pod vrcholem), později také sklářských hutí.
V lesích těžba dřeva, ještě v první polovině 19. století obora pro lovnou zvěř, také nad Krounou, v roce 1805 však zrušená Stará obora, od ní zeměpisný název lokality severně od vrchu Otava. Na zámecký dvůr navazovala alej v krajinné kompozici směrem k Čachnovu, původně k oboře pro černou zvěř, zrušena v roce 1825, poté zámek sloužil jako lesovna, po roce 1945 střídal majitele, krátce také ve vlastnictví Klubu československých turistů (objekt čp. 1 v sídelní lokalitě Karlštejn, od roku 1958 kulturní památka).

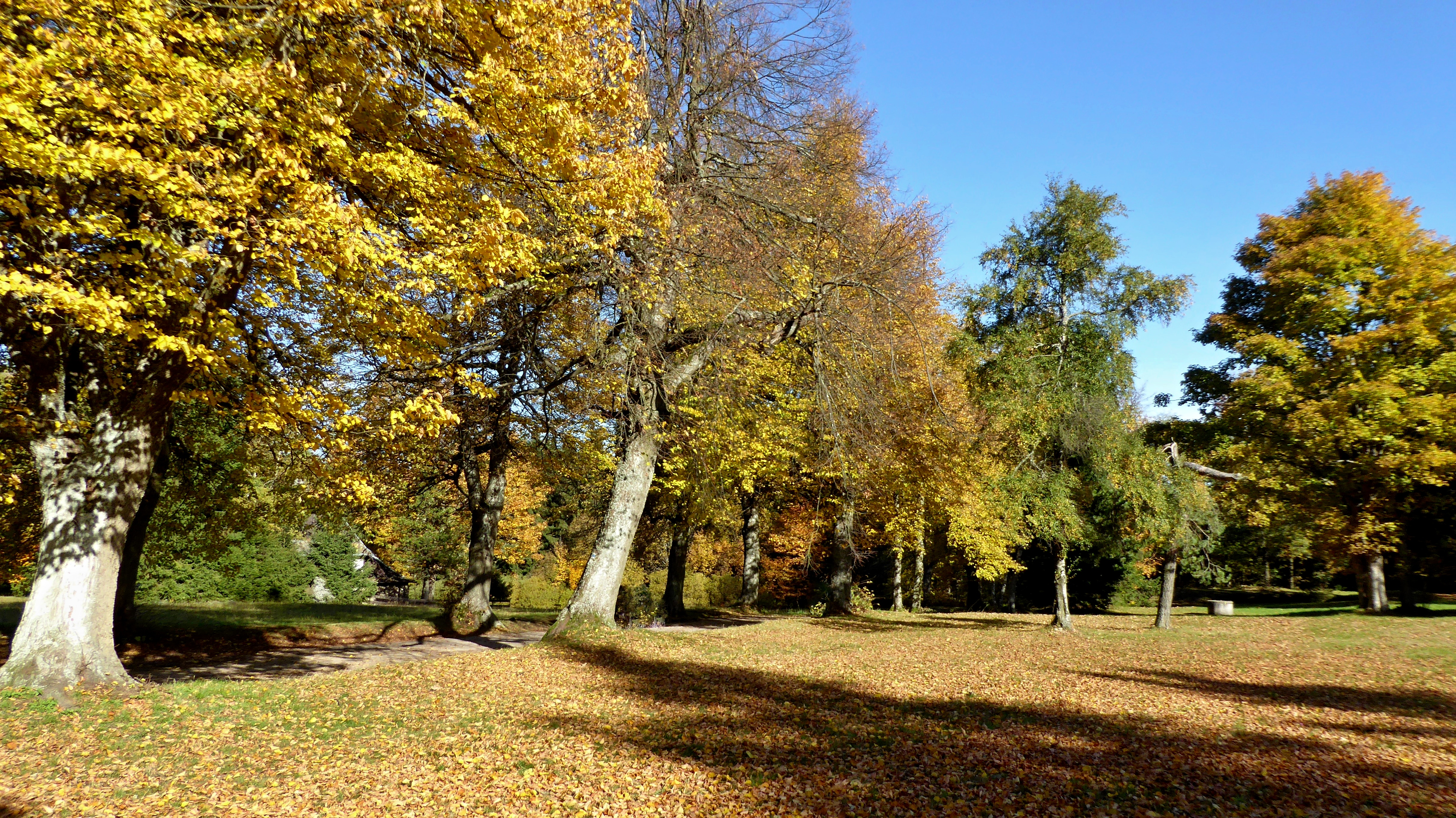
Část stromové aleje podél cesty od loveckého zámku k Čachnovu, níže rybník, lesní pozemek Karlštejn a průběh evropského rozvodí Labe – Dunaj

Vrchol (též zámek) někdy nazýván „střechou Evropy“ podle hlavního evropského rozvodí, rozvodnice však probíhá severním úbočím, vzdáleně od vrcholu. Lokalita se zámkem využita vícekrát filmaři (například scény pro film Temno nebo některé díly televizního seriálu Četnické humoresky). Turisticky atraktivní oblast (skalní útvary, přírodní památky, golfové hřiště, lyžařská sjezdovka, klasické lyžování, celoročně turistika, značené trasy, penziony).
Jižně pod vrcholem tzv. Cínova cesta (pojmenovaná po malíři-krajináři, František Cína Jelínek), neznačená lesní stezka vedená ze Svratky ke Knížecí studánce (rašeliniště Karlštejn, geologická lokalita). Západně od vrcholu strmý svah s názvem Polívkovský kopec, na něm lyžařská sjezdovka (vrchol 742 m n. m.), níže golfové hřiště v lokalitě Pod Karlštejnem (Golf Club Svratka 1932).

### Zeměpisný název
Zeměpisný název (toponymum) Karlštejn se vztahuje na lesní pozemek vzdálený cca 1 km na severovýchod (33°) od vrcholu. Pojmenování bez přívlastku splývá s dalšími významy slova Karlštejn v rámci katastrálního území Svratouch, názvy souvisejí s objekty typu sídelní lokality v obci Svratouch, stavbou původně loveckého zámku, kopcem a jeho vrcholu, také s rašeliništěm na jihovýchod od něho. V turistických mapách uváděn výškový (trigonometrický) bod Karlštejn (783 m).
Původ názvu je tradičně uváděn jako česká zkomolenina německého sousloví „kahler Stein“, v českém významu lysý nebo také holý kámen, kterým bylo údajně německy mluvícími zaměstnanci zámku (lesovny) označováno skalisko, dnes v přírodní památce Zkamenělý zámek, zhruba 900 m vzdálené na jihovýchod (144°) od vrcholu. Postupným vývojem v čase se ustálilo české pojmenování Karlštejn a v přeneseném významu slova označen v podobě zeměpisného názvu lesní pozemek, pojmenování sídelní lokality ve Svratouchu, označení loveckého zámku, výškového bodu a geologické lokality.

## Geomorfologie a přírodní poměry

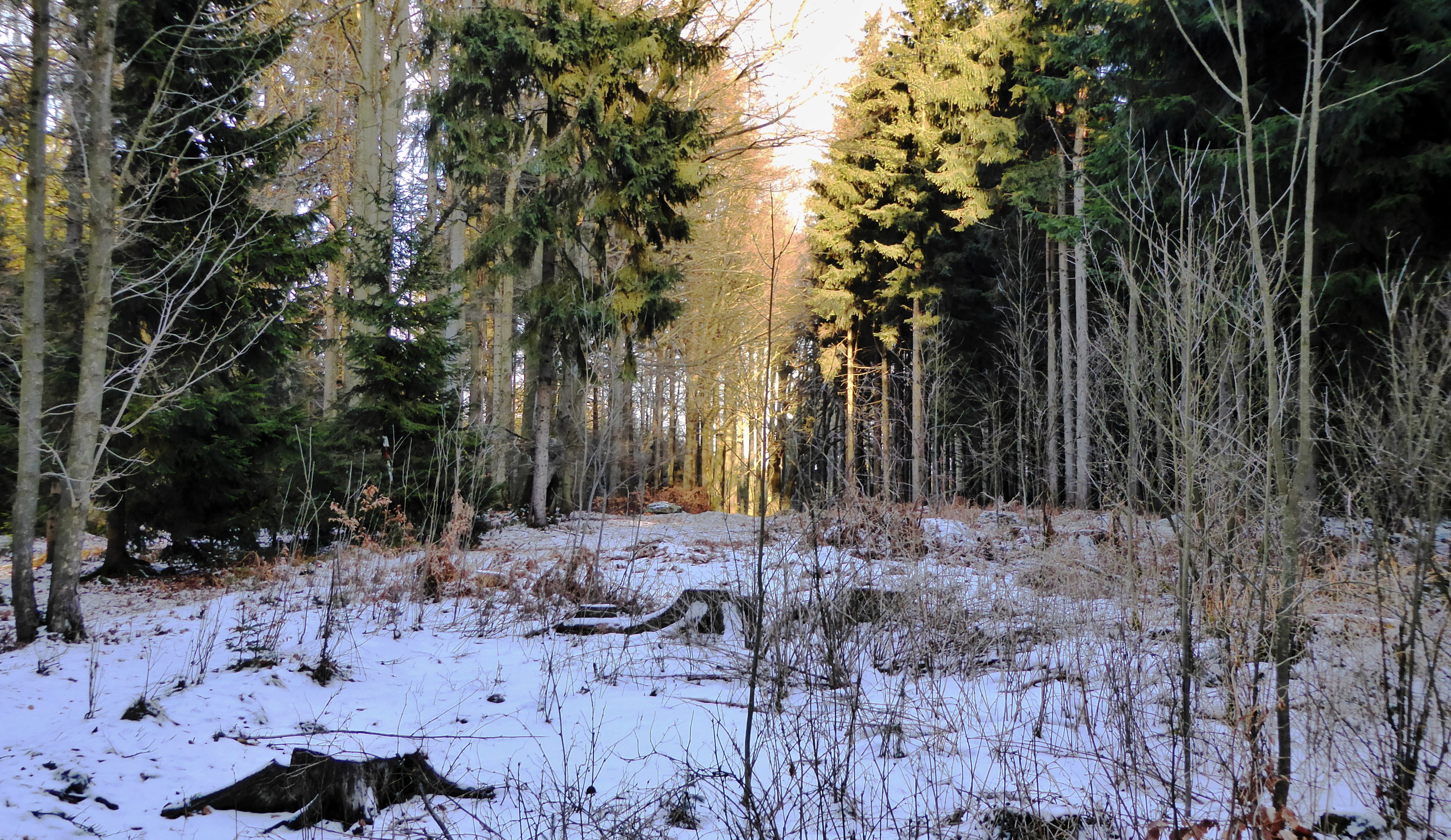
Lesní porost s trigonometrickým bodem Karlštejn (783,4 m n. m.) a vrcholem terénu v nadmořské výšce 784 m (na fotografii vpravo)

Vrchol vyvýšeniny v georeliéfu je nejvyšším bodem na zemském povrchu v geomorfologickém okrsku Borovský les, z hlediska regionálního členění georeliéfu je součástí Žďárských vrchů, geomorfologického podcelku Hornosvratecké vrchoviny (geomorfologický celek). Vrch se nachází na severozápadním okraji zalesněného krátkého hřbetu, typického pro Žďárské vrchy, orientovaného k jihovýchodu a mírně klesajícího nadmořskou výškou směrem ke skupině Čtyřpaličatých černých skal (přírodní rezervace Čtyři palice, až 733 m) nad Milovskou kotlinou.
Plochý vrchol částečně zalesněný, v úzkém pruhu směrem k obci Svratouch s loukami, využívanými také jako pastviny. Ve vrcholové části vybudován plochou malý rybník v prameništi zdrojnice potoka Brodek. V okolí rozsáhlé lesy, jihozápadně pod vrcholem skalní výchozy a balvanovitá suť. Jihozápadní úbočí poměrně strmě klesá do hlubokého říčního údolí protékaného Svratkou, přibližně nad korytem řeky probíhá rozhraní geomorfologických okrsků, Borovský les s vrcholem Karlštejn a Devítiskalská vrchovina s protilehlým vrchem U osla (792 m).
Na úbočích vrchu více vodních pramenů, severně od vrcholu s názvem Zámecká studánka a na katastrálním území Svratka směrem na jihovýchod od vrcholu Hraběnčina studánka a pod vrcholem Knížecí studánka na okraji rašeliniště, na západo-jihozápadě vydatnější vodní zdroj pojmenovaný Papírnice. Rozvodnice hlavního evropského rozvodí řek Labe – Dunaj, dělící úmoří Severního a Černého moře, probíhá ve vzdálenosti cca 1,5 km severně až severovýchodně od vrcholu.
Směrem na severovýchod (70°) je kopec oddělen ve vzdálenosti asi 400 m sedlem (vrchol dle vrstevnicové mapy 754 m n. m.) od vrchu Rovina (761 m n. m.). Pod vrcholem sedla na severozápadě pramen zdrojnice potoka Brodek (levostranný přítok potoka Svratouch / Řivnáč, podle vydatnosti vodního toku uváděno povodí potoka Brodek), na jihovýchod od vrcholu sedla pramení Mlýnský potok, v dolním toku s názvem Cikánecký (název odvozen od sídelní lokality Česká Cikánka ve městě Svratka, kterou protéká), levostranný přítok řeky Svratky.
V prameništi Mlýnského potoka pod vrcholem přechodové rašeliniště o rozloze 6 ha v nadmořské výšce 735 m a s hloubkou až 1,9 m (geologická lokalita – rašeliniště Karlštejn). Lokalita sníženiny (deprese) v úžlabí terénu mezi svahy vrchů Karlštejn (784 m), Rovina (761 m) a Bubnovaný kopec (780 m), otevřená podél koryta potoka směrem na jihozápad, do údolí řeky Svratky. Vznik ve starší době subatlantika, převládaly bukojedlové lesy a smrčiny, zastoupena také líska a olšiny (významná studijní lokalita na katastrálním území Pustá Rybná), okrajem lokality turistické trasy v úseku Karlštejn – Knížecí studánka.

## Výstup na vrchol

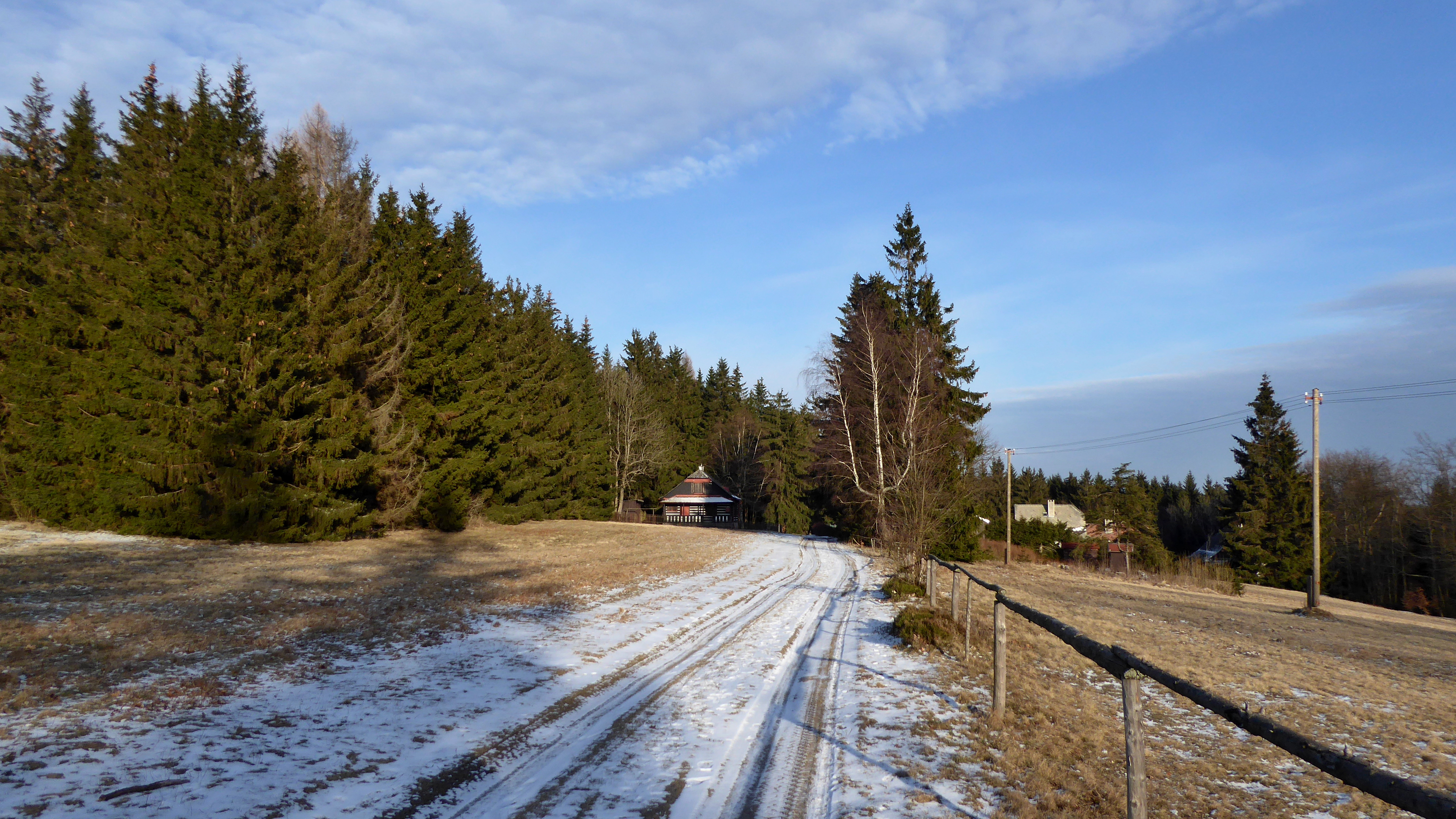
Cesta vrcholovou částí s turistickými trasami směrem ke Knížecí studánce a geologické lokalitě rašeliniště Karlštejn, pohled k lesní lokalitě U hraběny

Do vrcholové části vedena místní zpevněná komunikace (po ní cyklistická trasa 4120), odbočující ze silnice II/354 v centru obce Svratouch k objektu loveckého zámku, před ním turistický rozcestník Karlštejn na značených trasách Klubu českých turistů. Červeně značená turistická trasa v úseku Svratka – Karlštejn – Knížecí studánka – přírodní památka Rybenské Perničky – Pustá Rybná a modře značená turistická trasa v úseku Čachnov – Karlštejn – Knížecí studánka – přírodní památky Zkamenělý zámek a Milovské Perničky – přírodní rezervace Čtyři palice – Křižánky.
Karlštejn je uvedený s geografickými objekty typu zámku a vrcholu v turistické mapě Žďárské vrchy (mapový list 48), vydané Klubem českých turistů.
Od turistického rozcestníku je přístupný výškový – trigonometrický bod (783,4 m n. m.) v zalesněné lokalitě po neznačené lesní stezce (vzdálenost cca 240 m), vrchol 784,4 m n. m. několik desítek metrů jižněji, uprostřed lesního porostu.

### Rozhledová místa
Ve výhledu severním až západním směrem z ploché vrcholové části brání vzrostlé stromy lesní lokality. Na severozápad, před loveckým zámkem, částečně nad loukami ve výhledu lokality Kameničské vrchoviny, vrchol Pešava (697 m) a v dálce radiokomunikační věž televizního vysílače Krásné.
Širší rozhled poskytují sezónně sečené louky a pastviny na severozápadním svahu po vrcholem, podél místní komunikace k vrcholu z centra obce Svratouch. V dohledu některé lokality ve Svratouchu a okolí (vrchol U oběšeného, Louckého kopec, Peškův vrch), částečně mezi Svratkou a Herálcem, v dálce vrcholy Šindelný vrch a Kamenný vrch.